# Port Loko
Port Loko è un centro abitato della Sierra Leone, situato nella Provincia del Nord e in particolare nel Distretto di Port Loko, del quale è il capoluogo.